# Lésbia (livro)
Lésbia é um romance escrito por Délia, pseudônimo de Maria Benedita Bormann (1853-1895), publicado em 1890. O título faz referência ao pseudônimo da protagonista, Arabela, que após passar por um matrimônio pautado em maus tratos e humilhações, seguido por uma separação conturbada aos dezenove anos de idade e, posteriormente, uma desilusão amorosa, decide se dedicar aos estudos e à escrita, primeiramente como forma de desabafo e consolo.

## Enredo
O romance acompanha a vida de Arabela, conhecida como Bela, uma moça gentil e dotada de extraordinária inteligência que, ao passar por devastadoras experiências, decide se dedicar aos estudos e à escrita como forma de lidar com os dilemas de sua própria vida. Meses após começar à escrever, Bela finalizou seu primeiro romance, intitulado “História de uma Paixão”, o qual levou aos seus pais para que lessem, estes que a elogiaram mas não a deixaram satisfeita com suas opiniões, de modo que buscou o ponto de vista de seu médico, dr. Luis Augusto, que demonstrou apreço e emoção à leitura. Ao ouvir o juízo de dr. Augusto, Bela sentiu-se encorajada a enviar seu romance ao redator chefe de um jornal conservador, que duvidou que a autoria do romance pudesse ser feminina, já que Bela o enviara com o pseudônimo “Lésbia”, inspirada pela musa do poeta Catulo, entretanto, a obra foi aceita e inserida no rodapé do jornal. Assim, no decorrer da narrativa, Lésbia passa a escrever folhetins semanalmente para o referido jornal, fato que a coloca diante de situações que evidenciam as diferenças de gênero fortemente presentes no Brasil do século XIX. Enfrentando os preconceitos e difamações no meio literário, especialmente do Dr. Castro que, após ser rejeitado, passou a caluniar a escritora, buscou um editor para suas obras, fato que ela aponta como sendo difícil, uma vez que, para além do trabalho de impressão no Brasil ainda ser muito caro na época, Bela ainda era mulher e brasileira:
Entre nós, o preconceito e o atraso relegam a mulher, colocam-na sempre em segundo plano, aceitando ela paciente esse papel secundário por falta de cultura ou por flexibilidade de ânimo, ou por efeito de educação, ou para não incorrer em singularidade. Infeliz, porém, da que tenta fugir a essa praxe. Tem contra si, primeiramente, as próprias mulheres, movidas pela inveja, pelo ciúme ou por qualquer mesquinharia; depois, todos os homens, mordidos pelo despeito e indignados com a infração desse soi-disant direito de supremacia, criado para seu exclusivo proveito.
Apesar dos obstáculos, Lésbia consegue publicar um romance, Blandina, apenas um mês após suas publicações na folha mencionada. Porém, foi recebida com frieza pela imprensa e por uma parte do público, que consideraram seus trabalhos imorais, de modo que, para se vingar dos “zangões literários”, Lésbia escreveu “Os garotos”, um poema satírico que vendeu rapidamente pelos jornais. Por esse tempo, o marido de Lésbia falece, o que a deixa livre para engajar-se em outros relacionamentos, entretanto a moça, considerando os infortúnios que encarou, nutriu ao longo do tempo uma verdadeira aversão ao matrimônio, resguardando-se do amor até conhecer o Dr. Pereira, descrito como um homem de grande sensibilidade, de natureza idealista, contemplativa e apreciador de suas obras. Assim, reconhecendo o talento do homem e fascinada por sua forma de pensar, Lésbia o aceita como parceiro, comparando-o ao poeta Catulo:
Serei a tua Lésbia e tu serás o meu Catulo! Tens muitos pontos de contato com o primeiro poeta latino. Como as dele, possuem as tuas poesias a mesma graça singela, a natural elegância e a apaixonada candura. Até os teus epigramas são igualmente mordentes. Trabalharemos juntos, completar-nos-emos e os deuses nos invejarão!— Maria Benedita Bormann
Pouco tempo depois, Lésbia ganha na loteria e consolida sua união com Catulo, enfrentando diversas aproximações de interesseiros e recusando propostas de casamentos com nobres. A partir daí, a vida ia bem, entretanto, ao perder o pai e a mãe em um curto período de tempo, Lésbia se vê imersa em luto e dilemas amorosos, uma vez que coloca-se diante de sua lealdade por Catulo e a paixão por Alberto, que fazem crescer na personagem um grande sentimento de angústia que a acompanharia até o fim de sua vida. Tendo isso em vista, considera-se a partir da construção literária de Lésbia que a obra se denomina um Kunstlerromane, um romance de artista que, segundo Norma Telles, contínuo processo através do qual uma pessoa progride em direção à criação de sua arte. Entretanto, há de se pensar que, quando escrito por uma mulher, esse gênero é subvertido, algo que acontece em Lésbia quando a protagonista consegue realização pessoal e artística, fato que não ocorre em um Kunstlerromane masculino.
Portanto, o romance de Délia antecipa pautas tratadas por escritoras modernas do século XX, como independência financeira, exercício de uma profissão e a busca por uma auto-definição. Com isso, a obra demonstra um questionamento das relações de autoridade e subordinação entre homens e mulheres, característica essa muito presente na literatura feminina do oitocentos, uma vez que, por não poderem fazer críticas sociais diretas, as autoras utilizaram a palavra escrita para redefinirem a si mesmas como ser, bem como para pensar a arte e a sociedade. Assim, por meio de sua protagonista-escritora, Délia propôs temas que subverteram a definição feminina por parte de autores masculinos nos romances, como os dilemas da mulher escritora e brasileira, a emancipação feminina envolta pelo divórcio e pela educação, o desejo e a denúncia da brutalidade masculina.